# Боргетто-ді-Борбера
Боргетто-ді-Борбера, Борґетто-ді-Борбера (італ. Borghetto di Borbera, п'єм. Borghet Borbaja) — муніципалітет в Італії, у регіоні П'ємонт,  провінція Алессандрія.
Боргетто-ді-Борбера розташоване на відстані близько 430 км на північний захід від Рима, 105 км на схід від Турина, 33 км на південний схід від Алессандрії.
Населення — 1980 осіб (2014).
Щорічний фестиваль відбувається 5 серпня. Покровитель — святий Віктор.

## Демографія
Населення за роками:

Станом на 1 січня 2023 року в муніципалітеті офіційно проживав 151 іноземець з 23 країн, серед них 88 громадян країн Євросоюзу та 3 громадяни України.

## Сусідні муніципалітети
- Канталупо-Лігуре
- Дерніче
- Гарбанья
- Грондона
- Роккафорте-Лігуре
- Сардільяно
- Стаццано
- Віньоле-Борбера